# Fridrich II. Babenberský
Fridrich II. Babenberský řečený Bojovný (německy Friedrich II der Streitbare, 25. dubna 1211, Vídeň – 15. června 1246) byl vévoda rakouský a štýrský, poslední mužský člen babenberské dynastie. Do dějin se zapsal svou bojechtivostí a nesnášenlivostí, počátkem 21. století se stal jednou z postav historického románu spisovatelky Ludmily Vaňkové Dítě z Apulie.

## Život

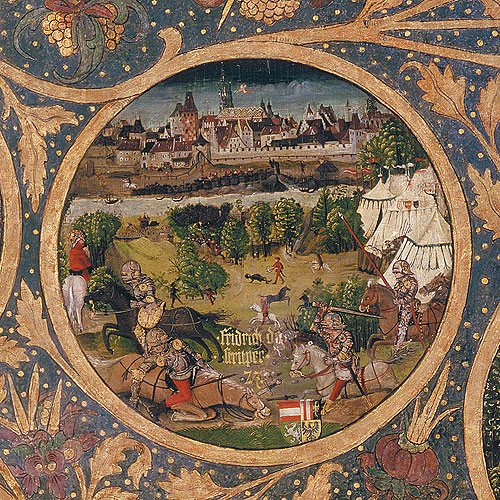
Bitva na Litavě

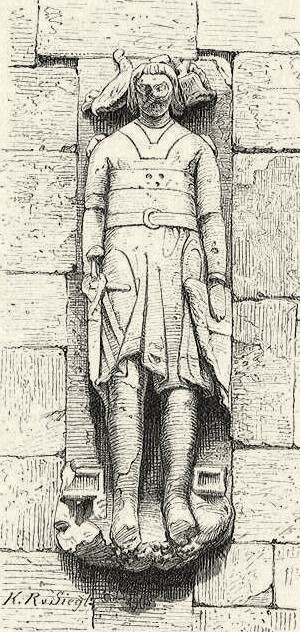
Hrob Fridricha II. Bojovného

Fridrich se narodil zřejmě jako třetí syn vévody Leopolda VI. a Theodory, příbuzné byzantského císaře Izáka II.
Vévoda Leopold zemřel roku 1230 a vlády nad Rakouskem se ujal Fridrich, kterému cestu k vévodskému stolci uvolnila smrt obou starších bratrů. Měl neobyčejný dar se znepřátelit se všemi okolními sousedy, vedl boje především s panovníky Čech a Uher.
Václav I. roku 1231 za podpory nespokojených Kuenringů vtrhl do Rakous a poplenil sever země. Fridrich následujícího roku využil rozporu mezi Václavem a jeho bratrem, moravským markrabím Přemyslem, a v červenci 1233 vtrhl na Moravu a obsadil hrad Bítov. Tam však onemocněl a odtáhl zpět do své země.
Po roce 1233 opět přestal respektovat mírové smlouvy a znovu se dostal do sousedských sporů. Dopouštěl se mnoha křivd na „mužích své země“ a byl s nimi ve sporu. Raboval klášterní pokladnice a i svou ovdovělou matku Theodoru údajně ohrožoval na osobní svobodě a zabavil jí vdovský majetek. Byla nucena hledat azyl nejprve v českém království na dvoře krále Václava I. a poté na dvoře císařském. Roku 1234 provdal svou sestru Konstancii za míšeňského markraběte Jindřicha III., kdy údajně vpadl do novomanželské ložnice a hrozbami nutil novopečeného švagra, aby se zřekl slíbeného věna.
Roku 1236 císař Fridrich II. uvrhl Fridricha Bojovného do říšské klatby a nechal ostatní panovníky informovat o Fridrichově nevhodném chování. Nařkl jej z veřejného zostuzení císařského majestátu, z přípravy císařovy úkladné vraždy, z úkladů proti vlastní matce a z prznění nevinných panen. V červnu 1236 byla zpečetěna přísaha říšských knížat, že neuzavřou příměří s nezvedeným mladíkem, který byl prohlášen za psance. Proti Fridrichovi vypuklo povstání. Roku 1237 Vídeň získala statut říšského města a vévodovi zbylo jen Vídeňské Nové Město a Starhemberg. Po říšském sjezdu konaném ve Vídni byl císařem pověřen mohučský arcibiskup, aby za jeho nepřítomnosti jako říšský prokurátor uhladil místní poměry a do čela zemské hotovosti byl stanoven bamberský biskup Ekbert.
| „                                | ... pronásledoval vévodu rakouského, obral jej o léna, země, hrady a města a ponechal mu sotva holý život... | “ |
| — Matthew Paris na adresu císaře | |   |

Diplomacie říšských knížat, obávajících se toho, že by císař ziskem Rakous příliš posílil svou moc, vedla posléze k usmíření s Fridrichem, který navázal kontakt s císařskou opozicí a získal oporu v římské kurii. Svou sestru Gertrudu provdal za durynského lantkraběte Jindřicha Raspeho a neteř Gertrudu zaslíbil Václavovu synovi Vladislavovi a jako věno odevzdal pod českou správu území Rakous severně od Dunaje.
Po usmíření s opět exkomunikovaným císařem využil Fridrich paniky vyvolané tatarským vpádem a zajal uherského krále Bélu, který v u něj hledal azyl před šikmookými nájezdníky. Propustil jej za tučný úplatek v podobě části královského pokladu a tří příhraničních žup. Zdá se, že také zpronevěřil finance určené na kruciátu proti nájezdníkům  a roku 1242 vpadl na Moravu.
| „                                   | Fridrich, vévoda rakouský, poplenil Moravu a zmaten odsud s velkou škodou odtáhl, když do samé Moravy přitáhl Václav, král český, chtěje zkusit válečné štěstí. | “ |
| — Druhé pokračování Kosmovy kroniky | |   |

Poté nabídl svou již zasnoubenou neteř ovdovělému císaři a sám se jako čerstvě rozvedený muž pokoušel získat ruku dcery Oty II. Bavorského, který byl císařovým věrným straníkem. Plánované povýšení Fridrichova vévodství na království však nečekaně ztroskotalo na nesouhlasu Gertrudy, která se odmítla za již několikrát exkomunikovaného císaře provdat.
| „                            | ...uherský lid zabil v bitvě u Vídeňského Nového Města bojechtivého muže Fridricha, rakouského vévodu... | “ |
| — Vídeňská obrázková kronika | |   |

Fridrich v červnu roku 1246 znovu napadl Uhry a v bitvě na Litavě poblíž Ebenfurtu se v bitevní vřavě dostal doprostřed oddílů Bélova zetě Rostislava Haličského. Tam byl bez povšimnutí svého doprovodu zabit a po bitvě bylo jeho tělo nalezeno na bojišti jeho písařem Jindřichem. Bojovný vévoda byl pohřben společně se svými předky v klášteře Heiligenkreuz.
| „                         | ... tvrdý muž, statečný v boji, v úsudku přísný a krutý, chtivý pokladů, šířil takovou hrůzu mezi svými i v sousedství, že byl nejen neoblíben, ale všemi okolo nenáviděn... | “ |
| — Heřman z Niederalteichu | |   |

Babenberkové Fridrichovou smrtí v Rakousku i Štýrsku vymřeli po meči. Dědičné nároky uplatnila vedle Fridrichovy neteře Gertrudy také jeho sestra Markéta jako nejstarší příslušnice rodu.